# Josep Pujol i Barraca
Josep Pujol i Barraca, més conegut pel nom de guerra «Boquica», (Besalú, 26 de setembre de 1778 – Figueres, 23 d'agost de 1815) fou un bandoler català.
En començar la Guerra del Francès, Pujol, que romania a Olot dedicant a la tasca de traginer, es distingí en les primeres guerrilles que hostilitzaven l'enemic, però, seduït pels francesos, es prestà a exercir l'espionatge essent descobert pels espanyols i conduït a Tarragona, d'on aconseguí fugir.
Amb la protecció dels imperials, formà una companyia que el poble anomenà dels parrots d'En Boquica, brivalles o caragirats, a la que es donà el nom oficial de miquelets, arribant en un principi a 200 el nombre dels allistats, els quals havien de servir d'exploradors a l'exèrcit invasor.
El governador militar de Barcelona, general Maurice Mathieu, el nomenà capità i li entregà una forta quantitat d'or; però quan la situació dels francesos a Espanya es feu difícil i el diner començà escassejar, Pujol pensà a vendre'ls, com abans havia venut als espanyols, oferint al baró d'Eroles l'entrega del castell de Sant Ferran de Figueres, assetjat llavors pel mariscal Jacques MacDonald. Eroles li envià el seu ajudant Narcís Massanas per a convenir la forma i manera de reconquerir aquella plaça tan important, i "Boquica" realitzà un nou crim, acusant Massana de pretendre subornar-lo per guanyar el preuat castell.
MacDonald subjectà al jove oficial a un simulacre de procés, i sense proves ni defensa, el manà afusellar. Eroles prometé de venjar-lo, i ho complí. En acabar la guerra, els bandits que formaven la brivalla fugiren França, però Eroles exigí amb tal energia l'entrega de Boquica, que l'assolí, i portant-lo al castell de Figueres, el feu penjar en el mateix lloc en què fou afusellat el noble Massana, lliurant al país, d'aquell malfactor.